# Hypochondroplasie
L'hypochondroplasie est une maladie constitutionnelle de l'os dont le tableau clinique est très proche de l'achondroplasie mais dont les signes sont moins marqués.

Il n'y a pas d'atteinte intellectuelle.
- Etymologie : le terme est constituée des deux radicaux chondro, du grec ancien Kondros χόνδρος (Cartilage) et plasie, du grec ancien Plasis πλάσις (modeler, façonner), précédés du préfixe Hypo ὑπό (en dessous).

## Sources
- (en) Online Mendelian Inheritance in Man, OMIM (TM). Johns Hopkins University, Baltimore, MD. MIM Number: 146000
- (en) GeneTests: Medical Genetics Information Resource (database online). Copyright, University of Washington, Seattle. 1993-2005